# Rosenstands xylografiske Atelier
Rosenstands xylografiske Atelier, opr. Henneberg & Rosenstand's xylographiske Atelier var en dansk grafisk virksomhed beskæftiget med xylografi og fotografi.
J.F. Rosenstand lærte hos Kittendorff & Aagaard fagfællen H.C. Henneberg at kende. Henneberg var nok denne virksomheds mest talentfulde medarbejder, og sammen grundlagde de i 1862 (måske allerede 1858) en selvstændig virksomhed, Atelier for Photographi og Xylographi i Gothersgade 30 i København, hvor Henneberg var eneindehaver 1865-68. Rosenstand fortsatte virksomheden, stadig også med et fotografisk atelier, indtil sin død 1887.
Atelieret blev 1887 fortsat (uden fotografisk virksomhed) af Herman Rudolf Müller og Herman L. Basse og eksisterede som Rosenstands xylografiske Atelier, indtil det som det sidste træskærerværksted i Danmark lukkede i 1933.
|  | Denne artikel er mærket geografiske koordinater mangler og der er defineret et hovedkvarter Pt. kan skabelonen, som sættes denne besked, ikke håndtere geografiske koordinater på et hovedkvarter. Men der arbejdes på sagen. Du kan hjælpe ved at indsætte koordinater i wikidata. |